# Terratrèmol de Kermansah de 2017
El terratrèmol de Kermansah de 2017 va ser un moviment tel·lúric registrat el 12 de novembre a les 18:18 UTC (21:48 hora estàndard de l'Iran, 21:18 Hora Estàndard d'Aràbia) a la frontera entre l'Iran i l'Iraq, just a l'interior de l'Iran, a la província de Kermansah . Va tenir una magnitud de 7,3 amb l'epicentre situat a uns 32 quilòmetres al sud-oest de la ciutat de Halabja, Iraq. El terratrèmol es va notar a tot el territori de l'Iraq i l'Iran i, fins i tot, als Emirats Àrabs Units, Turquia i Israel. Almenys 328 persones van morir i més de 5.000 van resultar ferides.

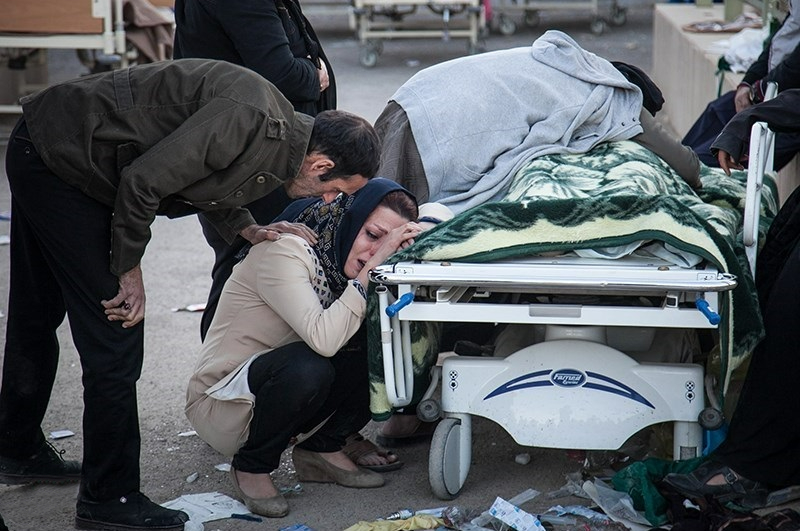

## Terratrèmol
El terratrèmol es va produir a prop de la frontera Iran-Iraq, aproximadament a 220 quilòmetres al nord-est de Bagdad, a l'Iraq, a prop de la falla de les plaques tectòniques arabigues i eurasiáticas. Segons un estudi geològic dels Estats Units, el terratrèmol va tenir una magnitud de 7,3 en l'escala sismològica de magnitud de moment, i el va causar el lliscament per immersió d'una falla. És el terratrèmol més fort registrat a la regió des de gener de 1967, amb una magnitud de 6,1Mw, quant es van donar una sèrie de forts terratrèmols al llarg del límit de la placa tectònica els anys 50 i 60. Segons la BBC, el terratrèmol es va notar fins a Turquia, Israel i Kuwait. El centre sísmic, a l'Iran, va registrar almenys 50 rèpliques en poques hores.

## Víctimes
Almenys 360 persones van morir i 2.800 van resultar ferides dins del territori iranià, concentrades majoritàriament a la província de Kermansah. La ciutat de Sarpol-e Zahab va ser greument afectada, amb el seu hospital danyat i almenys 142 víctimes. Almenys sis persones van morir i altres 500 van resultar ferides a l'Iraq, segons van comunicar funcionaris del Kurdistan iraquià.

## Conseqüències
El govern iranià va informar que almenys 70.000 ciutadans necessitaven refugi.
Turquia va ser el primer país en oferir ajuda mitjançant el departament de Gestió d'Emergències i Desastres, anunciant que el personal de rescat seria enviat sobre el terreny, juntament amb 4.000 tendes de campanya i 7.000 mantes.